# Asambleas del Partido Republicano de 2008 en Idaho
Las asambleas republicanas de Idaho, 2008 fueron el 27 de mayo de 2008.

## Resultados
| Candidato   | Votos   | Porcentaje | Delegados |
| ----------- | ------- | ---------- | --------- |
| John McCain | 87,367  | 70%        | 17        |
| Ron Paul    | 29,749  | 24%        | 6         |
| Indecisos   | 7,781   | 6%         | 1         |
| Total       | 124,897 | 100%       | 24        |